# 합천 해인사 영산회상도
합천 해인사 영산회상도(陜川 海印寺 靈山會上圖)는 경상남도 합천군 가야면, 해인사에 있는 조선시대의 탱화이다. 1997년 8월 8일 대한민국의 보물 제1273호로 지정되었다.

## 개요
석가가 영축산에서 설법하는 장면을 묘사한 영산회상도이다. 해인사에 있는 이 불화는 비단 바탕에 채색하였고, 길이 334cm, 폭 240cm이다.
이 그림은 본존인 석가불을 중심으로 주변에 여러 무리들을 적절히 배치하여 영산회상의 법회 장면을 자세히 묘사하였다. 중앙에 있는 석가는 손가락을 땅으로 향하게 하여 마귀를 물리치는 의미를 지닌 항마촉지인의 손모양을 하고 앉아 있다. 다른 무리들에 비해 유난히 신체가 크며, 떡 벌어진 어깨로 인해 보는 이를 압도하는 듯하지만 둥근 얼굴과 엷은 미소로 부드러움과 넉넉함도 느끼게 한다. 중앙의 석가불을 중심으로 많은 무리들이 대집단을 이루어 화면을 가득 채우고 있는데, 그 모습이 서로 닮아 도식적인 느낌이 들기도 한다. 채색은 밝은 홍색과 녹색 바탕에 흰색과 금칠을 해서 전체적으로 밝고 화사한 분위기가 느껴지고 옷과 대좌 등에 표현된 색상과 문양에서 정교함과 꼼꼼함을 엿볼 수 있다.
영조 5년(1729) 승려화가 의겸이 참여한 그린 그림으로 주변에 무리들이 많지만 적절하게 배치하여 시선을 탁 트이게 해주는 구도와 격조 높은 색채와 문양, 정교한 필치 등이 주목되는 작품이다. 그림에 기록된 글로 화가와 제작시기를 정확히 알 수 있어 조선 후기 불교회화 연구에 중요한 역할을 하는 귀중한 자료이다.

## 같이 보기
- 해인사

## 참고 자료
- 합천 해인사 영산회상도 - 국가유산청 국가유산포털